# Babiji
Babiji (ukr. Бабії) – wieś na Ukrainie, w rejonie lwowskim obwodu lwowskiego. Założono w 1989 roku z przysiółków wsi Okopy: Kłymki, Łapczaki, Makary, Smaluchy. Wieś liczy około 325 mieszkańców.